# Leptactina rheophytica
Leptactina rheophytica là một loài thực vật có hoa trong họ Thiến thảo. Loài này được Sonké & Neuba mô tả khoa học đầu tiên năm 2007.